# Каменка-Днепровская
Ка́менка-Днепро́вская (укр. Кам'янка-Дніпровська) — город в Васильевском районе Запорожской области Украины, административный центр Каменско-Днепровской городской общины. До 1 марта 2021 года был центром Каменско-Днепровского района, в котором составлял Каменско-Днепровский городской совет.
В 2022 году город был оккупирован российскими войсками в ходе вторжения России на Украину.

## Географическое положение
Город Каменка-Днепровская находится на левом берегу Каховского водохранилища в месте впадения в неё реки Великая Белозёрка,
выше по течению примыкает село Водяное,
ниже по течению на противоположном берегу озера Белозёрского лимана расположено село Великая Знаменка,
на противоположном берегу — город Никополь (между городами существует паромная переправа).
Ландшафт — равнинный, степной.

## История
- Вблизи города Каменка-Днепровская, находится Каменское городище (предположительно — столица скифской державы в конце V века до н. э. — III веке до н. э.). Пастбища Великого Луга, Малых, Больших и Базавлукских плавней привлекли скифов—скотоводов. Здесь возникают скифские поселения, которые обустраиваются вокруг городищ — укреплённых поселений, защищённых земляным валом высотой более 14 м. Каменское городище — наиболее изученное. Расположено на левом берегу Днепра, на мысу между Большими и Малыми плавнями. Лысогорское городище также находилось в этом же месте.
- «В первой половине IV века до н. э. одному из скифских царей Атею удалось сосредоточить в своих руках верховную власть и образовать на западных границах Великой Скифии в Северном Причерноморье большое государство. Страбон писал: „Атей, воевавший с Филиппом, сыном Аминты, кажется, господствовал над большинством здешних варваров“. Столицей царства Атея Каменское городище. Со стороны степи поселение защищалось земляным валом и рвом, с других сторон были крутые днепровские кручи и Белозерский лиман. Городище было раскопано в 1900 году Д. Я. Сердюковым, а в 30-х и 40-х годах XX века Б. Н. Граковым.»
- Во времена Запорожской Сечи рядом с Каменным затоном базировались пять Запорожских сечей: Томаковская, Базавлукская, Никитинская, Чертомлыцкая, Новая Сечь. В течение их существования казаки контролировали «никитинскую» переправу. Здесь турки и татары, переправляясь через «никитинскую переправу», совершали набеги на Украину. Через Каменный затон проходили и чумацкие пути.
- На месте современной Каменки-Днепровской находилась крепость Каменный Затон. В энциклопедии Ф. А. Брокгауза и И. А. Ефрона о Затоне сказано:

Каменный затон залив на реке Днепр, близ Никополя, в области Великого Луга. Залив этот тянется в длину версты на 2, узок в начале, а в конце расширяется сажен на 200—300. На берегу его находится ряд «кучугур» (песчаных холмов), в которых в изобилии встречаются черепки битой посуды, стрелы, металлические предметы и монеты. Путешественник конца XVI столетия Эрих Лассота писал, что зимой, когда Днепр покрывается льдом, татары переправляются через него у К. затона и здесь же производится у них выкуп пленных. В 1736 г. русскими был здесь построен редут, следы которого сохранились доныне. — Кивлицкий Е. А. Каменный затон // Энциклопедический словарь Брокгауза и Ефрона : в 86 т. (82 т. и 4 доп.). — СПб., 1890—1907.
- Возведённый во времена Петра Великого под началом Петра Алексеевича Соковнина редут (1701 г.) стал яблоком раздора между российским правительством и Запорожской Сечью. Сечь находилась на противоположном берегу Днепра рядом с современным Никополем. Крепость (редут) сильно ограничивала свободу действия казаков в Таврии, но позволяла отслеживать русским войскам набеги крымцев и своеволие запорожских казаков. Благодаря Каменному Затону у казаков накипела вражда к Москве, которая вылилась в их измене на стороне Мазепы и Карла XII во время Северной войны. После победы над шведами в Полтавской битве Запорожская Сечь была разогнана (см. Запорожская Сечь).

Поселение было основано в 1786 году.
22 октября 1938 года Каменка-на-Днепре получила статус посёлка городского типа.
Во время Великой Отечественной войны (1941—1945 гг.) в 1943 году немцы силами местного населения построили мост между Никополем и Каменкой-Днепровской для оперативной доставки грузов для обороняющихся армий, находящихся на левом берегу Днепра.
В 1957 году присвоен статус город.
В 1972 году численность населения составляла 16,9 тыс. человек, здесь действовали маслосыродельный завод, консервный завод и краеведческий музей.
В январе 1989 года численность населения составляла 17 906 человек, в это время крупнейшими предприятиями являлись механический завод и консервный завод.
В мае 1995 года Кабинет министров Украины утвердил решение о приватизации находившихся здесь строительного управления, АТП-12309, завода продтоваров, консервного завода и райсельхозхимии, в июле 1995 года было утверждено решение о приватизации молокозавода и совхоза.

## Население
По состоянию на 1 января 2013 года численность населения составляла 13 495 человек.

### Языковой состав
По данным переписи 2001 года 26,26 % населения города указали украинский язык родным, 73,19 % — русский, 0,55 % — другие языки.

## Экономика
- Район электрических сетей.
- Элеватор фирмы «НИБУЛОН».
- Речная пристань.
- Лесомелиоративная станция.
- Опытно-мелиоративная станция.

## Объекты социальной сферы
- Управление Пенсионного Фонда Украины в Каменско-Днепровском районе
- УВК.
- Гимназия «Скифия».[12]
- Школа-интернат
- ООШ № 3
- Детские садики (всего 3).
- Больница.
- Дом культуры.
- Дом детского творчества.
- Детская музыкальная школа. Основана в 1957 году.[13]
- Стадион.
- Краеведческий музей.
- Каменско-Днепровский районный спортивно-технический клуб.

## Транспорт
Речная пристань.
Через город проходит автомобильная дорога Т-0805.

## Достопримечательности

Памятник «Слава помидору», установленный в городе благодарными горожанами уважаемому овощу. В настоящее время в г. Каменка-Днепровская большинство населения занято выращиванием ранних овощей для оптовой продажи. Среди наиболее продаваемых овощей — томаты, огурцы, капуста, баклажаны, кабачки, клубника и др. Первые помидоры появляются на рынках Каменки-Днепровской в начале мая, а засеваются культуры в теплицах в конце января, высаживаются под плёнку март — апрель.

- В 1963 году в городе Каменка-Днепровская в старом городском парке открыт историко-археологический музей, в котором находится большое количество экспонатов, собранных во время археологических экспедиций на Каменском городище и Мамай-Горе. Основу экспозиции составляет коллекция Иннокентия Петровича Грязнова (813 экспонатов). В настоящее время экспозиция музея располагается в пяти залах. Часть здания музея — бывшая церковная сторожка.
- Достопримечательностью мирового значения является курганный могильник Мамай-Гора. Здесь расположены объекты: комплекс археологических достопримечательностей Мамай-Гора, три поселения Скифского времени. Каждый год эта территория даёт новые археологические находки. Обнаруженные здесь древние материалы датируются эпохой неолита. На курганном могильнике исследовано 180 насыпей. Общее количество погребений — больше 500. Установлено, что могильник был создан в эпоху ранней бронзы и продолжал функционировать почти до эпохи средневековья